# Uersfeld
Uersfeld település Németországban, Rajna-vidék-Pfalz tartományban. Lakosainak száma 688 fő (2023. december 31.).

## Népesség
A település népességének változása:
| Lakosok száma | 537  | 696  | 687  | 674  | 688  | 688  |
|               | 1975 | 2017 | 2019 | 2021 | 2022 | 2023 |